# Michael Woods (homme politique)
 (novembre 2023).
Michael Woods (né le 8 décembre 1935) est un homme politique irlandais du Fianna Fáil qui est whip en chef du gouvernement de juillet 1979 à décembre 1979, ministre de la Protection sociale de 1979 à 1981, de 1987 à 1991, de mars 1982 à décembre 1982 et de 1993 à 1994, ministre de la Santé de 1979 à 1981, de mars 1982 à décembre 1982 et de novembre 1994 à décembre 1994, ministre de l'Agriculture et de l'Alimentation de 1991 à 1992, ministre de la Marine de 1992 à 1993, ministre de la Marine et des Ressources naturelles de 1997 à 2000 et ministre de l'Éducation et des Sciences de 2000 à 2002. Il est Teachta Dála (TD) de 1977 à 2011.

## Biographie
Woods est né dans le comté de Wicklow en décembre 1935. Il fait ses études chez Frères chrétiens à Synge Street, Dublin ; University College de Dublin et Harvard Business School. Il est titulaire d'un diplôme en sciences agricoles et d'un doctorat en sciences.
Woods rejoint le Fianna Fáil en 1968. Aux élections générales de 1977, il se présente au Dáil dans la circonscription de Dublin Clontarf comme candidat du Fianna Fáil et est élu aux côtés de George Colley. De 1981 à 2011, il est élu dans la circonscription Dublin Nord-Est. En 1979, Jack Lynch le nomme ministre d'État au département du Taoiseach (whip en chef du gouvernement). La même année, Woods soutient Colley dans sa candidature à la direction, mais l'autre candidat, Charles Haughey, est élu.
Bien que Woods ait soutenu Colley, Haughey le nomme ministre de la Santé et de la Protection sociale. Il occupe ce poste jusqu’en 1981, puis de nouveau dans l’éphémère gouvernement de 1982. En 1987, le Fianna Fáil revient au pouvoir et il redevient ministre de la Protection sociale. En 1991, il devient ministre de l'Agriculture et de l'Alimentation. En 1992, Woods participe au concours pour succéder à Haughey à la tête du parti. Il reçoit peu de soutien et se retire du scrutin. Le vainqueur final, Albert Reynolds, nomme Woods comme ministre de la Marine dans son nouveau cabinet. Après la formation de la coalition Fianna Fáil- Parti travailliste en 1993, Woods reste au cabinet, cette fois avec le portefeuille de la protection sociale et, après la démission massive des ministres travaillistes, est en outre nommé ministre de la Santé.
Après trois ans dans l’opposition, le Fianna Fáil revient au pouvoir en 1997. Woods est nommé ministre de la Marine et des Ressources naturelles. Il introduit une refonte de 70 millions de livres sterling de la flotte de pêche irlandaise et lance également une nouvelle école maritime. Lors du remaniement ministériel de 2000, il remplace Micheál Martin au poste de ministre de l'Éducation. Woods n'est pas retenu au sein du cabinet après les élections générales de 2002. Il est président de la commission mixte de l'Oireachtas sur les affaires étrangères de 2002 à 2007.
Il prend sa retraite de la politique lors des élections générales de 2011.